# Ганс Йордан
Ганс Йордан (нім. Hans Jordan; нар. 27 грудня 1892, Гернсбах, Баден — пом. 20 квітня 1975, Мюнхен, Баварія) — німецький воєначальник часів Третього Рейху, генерал від інфантерії (1943) Вермахту. Кавалер Лицарського хреста з Дубовим листям та мечами (1944).

## Біографія
Поступив на військову службу в березні 1912 року. З червня 1913 року служив у піхотному полку.
Учасник Першої світової війни, важко поранений 26 серпня 1914 року, в госпіталі до січня 1915 року. З березня 1915 до березня 1916 року — командир кулеметного взводу, знову поранений. З квітня 1916 року — командир кулеметної роти. За бойові заслуги відзначений численними нагородами.
У січні-березні 1919 року воював в добровільному корпусі «Гімбург» на східному кордоні Німеччини проти поляків. З грудня 1919 року на службі в рейхсвері. 
Учасник Польської і Французької кампаній, а також боїв на радянсько-німецькому фронті. командиром піхотного полку. З 13 грудня 1941 по 1 листопада 1942 року — командир 7-ї піхотної дивізії. Учасник битви за Москву.
З 1 листопада 1942 по 20 травня 1944 року — командувач 6-м армійським корпусом. Учасник боїв під Ржевом і Вітебськом.
З 20 травня по 27 червня 1944 року — командувач 9-ю армією. В кінці червня 1944 роки 9-я армія була розгромлена в районі Бобруйська в ході операції «Багратіон». Генерал піхоти Йордан зарахований в командний резерв.
У серпні 1944 року направлений в Північну Італію, керувати створенням оборонної лінії в передгір'ях Альп. З березня 1945 року — командувач армією «Тіроль».
Після капітуляції Німеччини 8 травня 1945 року — в полоні (звільнений в 1947 році).

## Нагороди

### Перша світова війна
- Залізний хрест
  - 2-го класу (23 вересня 1914)
  - 1-го класу (15 квітня 1916)
- Ганзейський Хрест (Гамбург)
- Військовий Хрест Фрідріха (Ангальт)
- Орден Альберта Ведмедя, лицарський хрест 2-го класу з мечами
- Нагрудний знак «За поранення» в сріблі

Військова кар'єра
- 22 березня 1912 — фенріх
- 16 червня 1913 — лейтенант
- 18 серпня 1916 — обер-лейтенант
- 1 травня 1933 — гауптман
- 1 липня 1933 — майор
- 1 березня 1936 — оберст-лейтенант
- 1 серпня 1938 — оберст
- 1 жовтня 1941 — генерал-майор
- 1 листопада 1942 — генерал-лейтенант
- 1 січня 1943 — генерал від інфантерії

### Міжвоєнний період
- Почесний хрест ветерана війни з мечами
- Медаль «За вислугу років у Вермахті» 4-го, 3-го, 2-го і 1-го класу (25 років)

### Друга світова війна
- Застібка до Залізного хреста
  - 2-го класу (14 травня 1940)
  - 1-го класу (24 травня 1940)
- Лицарський хрест Залізного хреста з дубовим листям і мечами
  - Лицарський хрест (№57; 5 червня 1940)
  - Дубове листя (№59; 16 січня 1942)
  - Мечі (№64; 20 квітня 1944)
- Штурмовий піхотний знак в сріблі
- Німецький хрест в золоті (23 грудня 1943)
- Двічі відзначений у Вермахтберіхт